# Perizoma arctaria
Perizoma arctaria là một loài bướm đêm trong họ Geometridae.